# Florian Keller
Florian Keller (Berlijn, 3 oktober 1981) is een voormalig Duits hockeyer. 
Keller behaalde zijn grootste succes door het winnen van olympisch goud in 2008 in Peking. Verder won Keller ook nog tweemaal de Champions Trophy.
Keller is assistent-coach van de Duitse vrouwenploeg.
Keller zijn vader Carsten, broer Andreas en zus Natascha hebben alle drie ook olympisch goud gewonnen in het hockey.

## Erelijst
- 2000 –  Champions Trophy in Amstelveen
- 2001 –  Champions Trophy in Rotterdam
- 2004 – 4e Champions Trophy in Lahore
- 2005 –  Europees kampioenschap in Leipzig
- 2007 –  Champions Trophy in Kuala Lumpur
- 2008 – 5e Champions Trophy in Rotterdam
- 2008 –  Olympische Spelen in Peking

Sebastian Biederlack · 
Moritz Fürste · 
Tobias Hauke · 
Florian Keller · 
Oliver Korn · 
Niklas Meinert · 
Jan-Marco Montag · 
Maximilian Müller · 
Carlos Nevado · 
Max Weinhold · 
Tibor Weißenborn · 
Benjamin Weß · 
Timo Weß  · 
Philip Witte · 
Matthias Witthaus · 
Christopher Zeller · 
Philipp Zeller · 
Coach: Markus Weise